# Europamästerskapen i friidrott 2024 – Damernas 5 000 meter
Damernas 5 000 meter vid europamästerskapen i friidrott 2024 avgjordes den 7 juni 2024 på Olympiastadion i Rom i Italien.
Guldet togs av italienska Nadia Battocletti efter ett lopp på 14 minuter och 35,29 sekunder, vilket blev ett nytt mästerskapsrekord. Silvret togs av norska Karoline Bjerkeli Grøvdal och bronset togs av spanska Marta García.

## Rekord
| Rekord inför EM 2024 | Rekord inför EM 2024     | Rekord inför EM 2024 | Rekord inför EM 2024   | Rekord inför EM 2024 |
| -------------------- | ------------------------ | -------------------- | ---------------------- | -------------------- |
| Världsrekord         | Gudaf Tsegay (ETH)       | 14.00,21             | Eugene, USA            | 17 september 2023    |
| Europarekord         | Sifan Hassan (NED)       | 14.13,42             | London, Storbritannien | 23 juli 2023         |
| Mästerskapsrekord    | Sifan Hassan (NED)       | 14.46,12             | Berlin, Tyskland       | 12 augusti 2018      |
| Världsårsbästa       | Tsigie Gebreselama (ETH) | 14.18,76             | Eugene, USA            | 25 maj 2024          |
| Europaårsbästa       | Sifan Hassan (NED)       | 14.34,38             | Eugene, USA            | 25 maj 2024          |

## Program
Alla tider är lokal tid (UTC+1)
| Datum       | Tid   | Omgång |
| ----------- | ----- | ------ |
| 7 juni 2024 | 22:40 | Final  |

## Resultat
| Placering | Namn                      | Nationalitet   | Tid      | Noteringar |
| --------- | ------------------------- | -------------- | -------- | ---------- |
| 1         | Nadia Battocletti         | Italien        | 14.35,29 | 0MR0, 0NR0 |
| 2         | Karoline Bjerkeli Grøvdal | Norge          | 14.38,62 | 0SB0       |
| 3         | Marta García              | Spanien        | 14.44,04 | 0NR0       |
| 4         | Maureen Koster            | Nederländerna  | 14.44,46 | 0PB0       |
| 5         | Nathalie Blomqvist        | Finland        | 14.44,72 | 0NR0       |
| 6         | Hanna Klein               | Tyskland       | 14.58,28 | 0SB0       |
| 7         | Federica Del Buono        | Italien        | 15.00,05 | 0PB0       |
| 8         | Sarah Madeleine           | Frankrike      | 15.02,56 | 0PB0       |
| 9         | Izzy Fry                  | Storbritannien | 15.05,66 | 0PB0       |
| 10        | Hannah Nuttall            | Storbritannien | 15.10,65 |            |
| 11        | Amalie Sæten              | Norge          | 15.17,41 | 0PB0       |
| 12        | Viktória Wagner-Gyürkés   | Ungern         | 15.17,45 | 0SB0       |
| 13        | Maria Forero              | Spanien        | 15.19,69 | NU23R      |
| 14        | Kristine Eikrem Engeset   | Norge          | 15.20,02 | 0PB0       |
| 15        | Micol Majori              | Italien        | 15.20,89 | 0PB0       |
| 16        | Agate Caune               | Lettland       | 15.28,04 |            |
| 17        | Jodie McCann              | Irland         | 15.29,25 | 0PB0       |
| 18        | Emine Hatun Mechaal       | Turkiet        | 15.31,30 |            |
| 19        | Amy-Eloise Neale          | Storbritannien | 15.33,45 |            |
| 20        | Burcu Subatan             | Turkiet        | 16.16,89 |            |
|           | Lili Anna Vindics-Tóth    | Ungern         | 0DNF0    |            |
|           | Mariana Machado           | Portugal       | 0DNF0    |            |